# Hauwerstraat
De Hauwerstraat is een straat in de Boeveriewijk in Brugge.

## Beschrijving
De documenten vermelden al betrekkelijk vroeg deze straatnaam, met uiteenlopende schrijfwijzen:
- 1291: Hancwartstrate;
- 1299: Hangwarghstraete;
- 1304: Hancwaergstrate;
- 1306: Angwaerchstrate;
- 1427: Hancwaertstrate;
- 1434: Angwaerchstrate;
- 16de eeuw: Hauwaertstrate en Hauwerstrate.

Karel De Flou, hierin voorafgegaan door Karel Verschelde en Adolf Duclos, gaf als uitleg dat die straat leidde naar de plaats waar executies werden uitgevoerd. De Hangwaertsstrate was dus de weg naar de Hangplaats.
Later kwam De Smet hierop terug en verklaarde dat Hauwer verwees naar de geslachtsnaam Angouard.
In de 19de eeuw begreep men de naam als een houweel of hakbijl en vertaalde het als 'Rue de la Hache'.
De Hauwerstraat loopt van de Vrijdagmarkt naar de Hendrik Consciencelaan. Sinds de sloping van het slachthuis heeft de Hauwerstraat een metamorfose ondergaan. Er zijn vier nieuwe gebouwen gekomen: een jeugdtehuis, een politiecommissariaat (gebruikt tot april 2013) en twee grote hotels. Op de plek van het vroegere slachthuis werd een jaarbeurshalle gebouwd in demonteerbare elementen omdat het om een voorlopige locatie ging. Een halve eeuw later staat het gebouw er in 2012 nog. Alleen een paar kroegen herinneren nog aan de vroegere volkse Hauwerstraat en aan de kleinschaligheid van de bouwvoorschriften aldaar.